# Epson
A Seiko Epson Corporation (セイコーエプソン株式会社, Seikō Epuson Kabushiki-gaisha) é uma empresa japonesa e uma das maiores fabricantes mundiais de impressoras inkjet e impressoras matriciais, scanners, PCs, projetores para home theaters e multimídia, robots e equipamentos de automação industrial e comercial, laptops, CIs, componentes para LCDs e outros componentes eletrônicos. Desde sua fundação, a empresa fabrica os relógios Seiko e é uma das três principais companhias do Seiko Group. Com sede em Nagano, Japão, possui diversas subsidiárias em todo o mundo. Seu CEO atual é Saburo Kusama.
Em 2017 a empresa investiu 120 milhões de euros em um edifício localizado na cidade de Hirooka, Japão, o qual acolherá as equipes de produção e I&D para as áreas de impressão comercial e industrial, bem como um laboratório de testes para a impressão têxtil digital.

## Controvérsias
Em 2017, na França, Apple e a Epson foram acusadas de obsolescência programada pela HOP, uma associação voluntária francesa
Em 2024, a mesma associação registrou uma queixa contra a concorrente da Epson, a HP.